# 明田川仁
明田川仁（日语：／ Aketagawa Jin，1972年8月7日—），日本的動畫音響監督。父親明田川進亦是音響監督。

## 參加作品
※無特別標記的部分皆為音響監督。

### 電視動畫
2003年
- 真月譚 月姬
- 神魂合體
- 洛克人EXE AXESS

2004年
- 詩∽片
- 不平衡抽籤
- 現視研
- 神魂合體 SECOND SEASON
- 機獸超世紀
- 決鬥王 Duel Masters
- To Heart ～Remember My Memories～
- 2x2 忍傳
- 光與水的女神
- 洛克人EXE Stream

2005年
- 草莓棉花糖
- 極上生徒會
- 灼眼的夏娜
- 幻龍記
- ToHeart2
- 聖魔之血
- 到另一個你的身邊去
- 蜂蜜幸運草
- 雙戀2
- 洛克人EXE BEAST

2006年
- 魔女之刃
- 女生愛女生
- 玻璃艦隊
- 不平衡抽籤
- ZEGAPAIN
- Tactical Roar
- 親愛芳鄰
- 蜂蜜幸運草II
- REC

2007年
- 星界死者之書
- 君吻 pure rouge
- 現視研2
- 灼眼的夏娜II（Second）
- 神曲奏界Polyphonica
- 天翔少女
- sola
- 交響情人夢
- 爆丸
- 地球防衛少年
- 土豆蛋黃醬

2008年
- 狂亂家族日記
- 鶺鴒女神
- TIGER×DRAGON！
- 交響情人夢 巴黎篇
- 蒼色騎士
- 天之霸王 北斗之拳 拉歐外傳

2009年
- 青之花
- 明日的與一！
- 魔神相剋者
- 魔神相剋者2
- CANAAN
- 神曲奏界Polyphonica crimson S
- 科學超電磁砲
- BASQUASH!
- 初戀限定。
- 簡單易懂的現代魔法

2010年
- 無法逃離的背叛
- 野狼大神與七位夥伴
- 少女妖怪 石榴
- 聖痕鍊金士
- 鶺鴒女神〜Pure Engagement〜
- 偵探歌劇 少女福爾摩斯
- 交響情人夢 最終章
- 百花繚亂
- 嬌蠻貓娘大橫行
- 出包王女
- 大小姐×執事！

2011年
- 我們仍未知道那天所看見的花的名字。
- 快盜天使雙胞胎
- 神的記事本
- 灼眼的夏娜III（Final）
- Sacred Seven
- 聖痕鍊金士II
- 偵探歌劇 少女福爾摩斯
- 花開物語
- 緋彈的亞莉亞
- 便·當
- 放浪男孩
- 魔乳秘劍帖
- 蘿球社！

2012年
- 在那個夏天等待
- AKB0048
- 蝦掰天文社
- 愛殺寶貝
- 櫻花莊的寵物女孩
- 只要妳說妳愛我
- 零之使魔F
- TARI TARI
- 偵探歌劇 少女福爾摩斯 第2幕
- Muv-Luv Alternative Total Eclipse
- 出包王女DARKNESS
- 惡魔高校D×D
- 猛烈宇宙海賊
- 輪迴的拉格朗日
- 輪迴的拉格朗日 season2

2013年
- 有頂天家族
- AKB0048 next stage
- 我女友與青梅竹馬的慘烈修羅場
- 黃金拼圖
- 青春紀行
- 琴浦小姐
- 翠星上的加爾岡緹亞
- 噬血狂襲
- 初音島III
- 超次元戰記 戰機少女
- 科學超電磁砲S
- 凪的明日
- 惡魔高校D×D NEW
- 打工吧！魔王大人
- 百花繚亂 SAMURAI BRIDE
- 變態王子與不笑貓
- 白色相簿2
- 機巧少女不會受傷
- 單色小姐 -The Animation-
- 悠悠式
- 夜櫻四重奏 -花之歌-
- 蘿球社！SS

2014年
- ALDNOAH.ZERO
- 愛絲卡&羅吉的鍊金工房～黃昏天空之鍊金術士～
- 如果折斷她的旗
- 灰色的果實
- 健全機鬥士
- 請問您今天要來點兔子嗎？
- 四月是你的謊言
- 白銀的意志 ARGEVOLLEN
- 精靈使的劍舞
- 天体的方式
- NO GAME NO LIFE 遊戲人生
- 愚者信長
- 龍孃七七七埋藏的寶藏

2015年
- 亞爾斯蘭戰記
- 灰色的樂園
- 下流梗不存在的灰暗世界
- 純潔的瑪利亞
- 食戟之靈
- 期待在地下城邂逅有錯嗎
- 出包王女DARKNESS 2nd
- 惡魔高校D×D BorN
- 你好！！黃金拼圖
- 重裝武器
- 御神樂學園組曲
- 学园孤岛
- 若叶女孩
- 落第騎士英雄譚

2016年
- 百無禁忌！女高中生私房話

2017年
- 亞人醬有話要說
- 人渣的本願
- Re:CREATORS
- 在地下城尋求邂逅是否搞錯了什麼 外傳 劍姬神聖譚
- 騎士&魔法

2018年
- 隔壁的吸血鬼美眉
- 終將成為妳

2019年
- Dr.STONE 新石紀
- 這個勇者明明超TUEEE卻過度謹慎
- 星合之空
- 女高中生的虛度日常
- 巴比倫
- 炎炎消防隊

2020年
- 達爾文遊戲
- 神推偶像登上武道馆我就死而无憾
- 甜夢貓
- 魔物娘的醫生
- 炎炎消防隊 貳之章

2021年
- 比方說，這是個出身魔王關附近的少年在新手村生活的故事
- 無職轉生～到了異世界就拿出真本事～
- 堀與宮村
- 花樣滑冰Stars
- 极主夫道
- Vivy -Fluorite Eye's Song-
- 86－不存在的战区－
- 現實主義勇者的王國再建記
- 死神少爺與黑女僕
- 境界戰機

2022年
- 失格紋的最強賢者
- 處刑少女的生存之道
- 女忍者椿的心事
- 打工吧！！魔王大人
- RWBY 冰雪帝國
- 機動戰士GUNDAM 水星的魔女

### OVA
2009年
- 草莓棉花糖 encore
- 灼眼的夏娜S

2010年
- 飛輪少年 黑之羽與沉睡森林
- 女王之刃 美麗的鬥士們
- G-taste
- 科學超電磁砲
- 眼鏡女友
- 夜櫻四重奏 ～星之海～

2011年
- 交響曲傳奇 THE ANIMATION 世界統合篇
- 奈奈與薰的SM日記

2012年
- 小加速世界
- 輪迴的拉格朗日 鴨川的日子

2013年
- 科學化學症候群

### 劇場版動畫
2005年
- 劇場版 洛克人EXE 光與黑暗的遺產

2007年
- 劇場版 灼眼的夏娜

2010年
- 魔法少女奈葉 The MOVIE 1st

2011年
- 萬能野菜 Ninninman

2012年
- Code Geass 亡國的阿基德
- Sacred Seven 銀月之翼
- 魔法少女奈葉 The MOVIE 2nd A's

2013年
- 劇場版 我們仍未知道那天所看見的花名。
- 劇場版 魔法禁書目錄 -安迪米昂的奇蹟-
- 劇場版 花開物語 HOME SWEET HOME

2014年
- 劇場版 猛烈宇宙海賊 ABYSS OF HYPERSPACE -超空間的深淵-

### 遊戲
2009年
- 龍與虎攜帶版（SpecialThanks）

2011年
- 科學超電磁砲（動畫部分）
- 蘿球社！※與濱野高年聯名